# Penalosa
Penalosa – miasto w Stanach Zjednoczonych, w stanie Kansas, w hrabstwie Kingman.